# Nicolás Salmerón
 (juin 2024).
Si vous disposez d'ouvrages ou d'articles de référence ou si vous connaissez des sites web de qualité traitant du thème abordé ici, merci de compléter l'article en donnant les références utiles à sa vérifiabilité et en les liant à la section « Notes et références ».
Pour les articles homonymes, voir Salmeron.
Nicolás Salmerón Alonso (né à Alhama la Seca, province d'Almería le 10 avril 1838 et mort à Pau, France le 20 septembre 1908) est un homme d'État et philosophe espagnol. Il fut président du pouvoir exécutif de la Première République espagnole durant un mois et demi en 1873. Il démissionna car il refusait de ratifier une condamnation à mort. Il est titulaire d'une chaire d'histoire universelle à l'Université d'Oviedo et de métaphysique à l'université centrale de Madrid. Il étudia en profondeur les théories de Krauss, qui inspirèrent l'Institution libre d'enseignement.

## Biographie
Il est fils du médecin du village, don Francisco Salmerón, qui est connu pour ses fermes convictions libérales (qui l'amènent à collaborer à la tentative de pronunciamiento libéral d'Almería, connu comme Los Coloraos). Baptisé sous le nom de Nicolás María del Carmen, il se plaint toujours du manque d'affection maternelle qu'il subit durant son enfance, car sa mère étant morte très jeune, il est élevé par les mains rigides de ses sœurs. Son épouse, doña Catalina, tente de lui donner cette affection qu'il n'a pas reçue alors.
Salmerón commence ses études secondaires à Almería en 1846, où il obtient le titre de bachelier en Beaux-arts. Il suivit plus tard des études de droit et de philosophie et lettres à l'université de Grenade, où il se lie d'amitié avec Francisco Giner de los Ríos et Julián Sanz del Río. En 1859, il est nommé professeur auxiliaire de philosophie à l'institut San Isidro de Madrid, et en 1860, il obtint, toujours en tant qu'auxiliaire, un poste à la Faculté de Philosophie et Lettres de l'université centrale de Madrid. En 1864, après l'obtention d'un doctorat, il gagne la chaire d'histoire universelle à l'Université d'Oviedo, bien qu'il n'occupât jamais ce poste, préférant rester à Madrid jusqu'à ce que, enfin, il y obtîent en 1866 la chaire de métaphysique.
Depuis bien jeune il connait le krausisme, qui l'influence de façon décisive dans sa vie postérieure, jusqu'à son évolution vers le positivisme. Il appartient à la franc-maçonnerie. Affilié au Parti démocratique, il publie plusieurs articles politiques dans les journaux La Discusión et La Democracia; il est même emprisonné cinq mois, notamment avec Pi i Margall, durant le règne d'Isabelle II.
Avec la Révolution de 1868 il se déplace à Madrid, où il réintègre la Chaire qu'il a perdue en début d'année et où il participe aux Juntes révolutionnaire. En 1869, il se présente comme député pour la province d'Almería mais ne remporte pas l'élection. En 1871, il est élu député aux Cortes Generales pour la province de Badajoz. Partisan du républicanisme, il est défenseur d'un modèle unitaire face aux thèses fédéralistes et est un acteur important du Sexenio Democrático. Sa position bien connue en faveur de la démocratie l'amena à défendre en 1871 la légalité de la Première Internationale dans la Constitution de 1869, ainsi que le droit des ouvriers à s'associer librement.
À la suite de l'avènement de la Première République, il est ministre de la Grâce et de la Justice dans le gouvernement d'Estanislau Figueras et est élu le 13 juin président des Cortes Generales.
Après la démission de Pi i Margall, l'Assemblée constituante le nomme président de l'exécutif, charge qu'il exerce entre le 18 juillet et le 7 septembre 1873. La situation de toute cette période est extrêmement critique, ce qui le rend incapable de contrôler les soulèvements cantonalistes qui prolifèrent en Espagne. Ses problèmes avec l'Armée ne sont pas moindres au cours de cette courte présidence et son refus de signer des condamnations à mort l'obligent à démissionner. Deux jours après avoir abandonné son poste il est élu Président de l'Assemblée espagnole. Les affrontements avec son successeur, Emilio Castelar, aident involontairement le coup d'État du général Pavía, qui, avec celui d'Arsenio Martínez-Campos le 29 décembre 1874 amènent la fin de la première expérience républicaine.
En 1874 il réintègre sa chaire de Métaphysique mais avec la Restauration bourbonienne, on la lui retire le 17 juillet 1875 au cours d'un ample processus d'"épuration" des universités. Bien qu'il essaye de garder un cabinet d'avocats à Madrid, la situation politique l'oblige à s'exiler à Paris, où, rejoint par Manuel Ruiz Zorrilla, il fonde le Parti républicain progressiste. Il revient en Espagne qu'en 1885, après l'amnistie de Práxedes Mateo Sagasta de 1881, et il peut alors récupérer sa chaire. Il est de nouveau député en 1886, et ensuite de façon ininterrompue de 1893 à 1907. À ce moment il conserve une claire vocation politique républicaine et, selon les mots de Claudio Sánchez Albornoz, il devient "l'ombre de la République qui devra advenir un jour" ("la sombra de la República que un día habrá de llegar"). Son activité incessante le mène à fonder la revue La Justicia, à intégrer le parti Union républicaine (il avait auparavant été élu sous la bannière du Parti progressiste) et à changer ses convictions unitaires des débuts contre un appui au catalanisme modéré, en intégrant Solidaritat Catalana.
D'une santé précaire, il profite de ses vacances pour se recevoir des eaux thermales. Dans ce but, il fait construire dans son village natal une magnifique villa pour y résider pendant qu'il fait des cures à la station balnéaire de San Nicolás de Alhama. Il ne perd jamais son lien avec Alhama, en participant à ses traditions et en essayant de veiller à son futur.
Il meurt à Pau, en France, le 20 septembre 1908, où il se trouvait en vacances. En 1915, sa dépouille est transférée au monument funéraire construit au cimetière civil de Madrid, à la droite du mausolée de Francisco Pi y Margall, son prédécesseur à la présidence du Pouvoir exécutif de la Première république espagnole. Son épitaphe inclut une glose de Georges Clemenceau (président du Conseil des ministres français de 1907 à 1912), qui rappelle qu'« il délaissa le pouvoir pour n'avoir pas signé une sentence de mort » («dejó el poder por no firmar una sentencia de muerte»).